# Jüdischer Friedhof (Bünde)

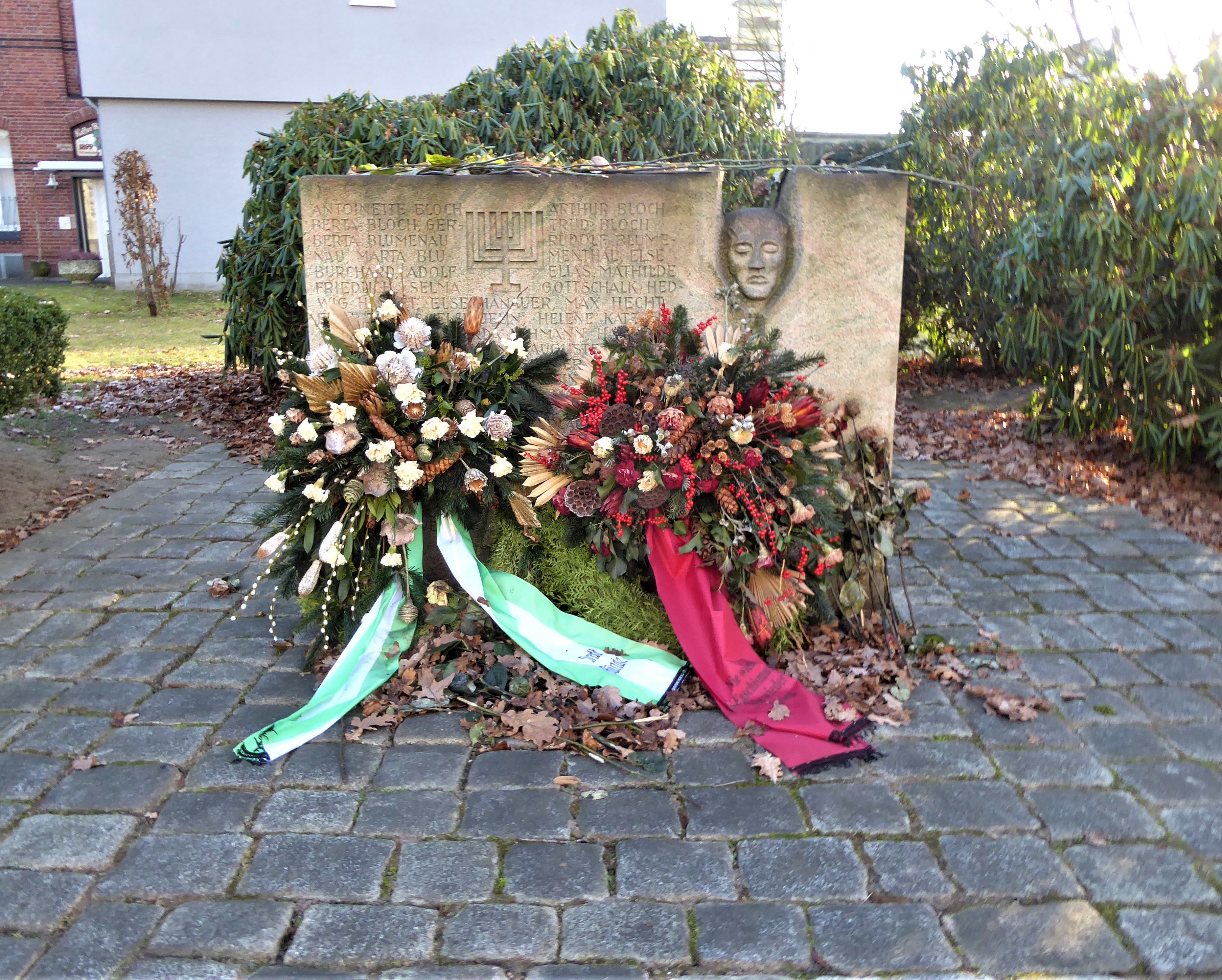
Das Mahnmal auf dem alten jüdischen Friedhof in Bünde

Der jüdische Friedhof Bünde befindet sich in der Stadt Bünde im Kreis Herford in Nordrhein-Westfalen. Er ist in der Liste der Baudenkmäler in Bünde nicht eingetragen.

## Neuer Friedhof
Auf dem jüdischen Friedhof, der von 1896 bis 1983 belegt wurde, befinden sich ca. 65 Grabsteine. Der Friedhof liegt an der Friedhofstraße, er ist Teil des städtischen Friedhofs („Feldmarkfriedhof“).

## Alter Friedhof
Der alte jüdische Friedhof, auf dem sich keine Grabsteine mehr befinden, lag an der Marktstraße gegenüber dem Gymnasium Am Markt. Er wurde von 1828 bis 1896 belegt und im Jahr 1896 verkleinert. Über den Verbleib der Grabsteine ist nichts bekannt. Bevor die Juden von Bünde einen eigenen Begräbnisplatz anlegen konnten, beerdigten sie ihre Toten auf dem Friedhof in Enger.